# Мил-Лакс (индейская резервация)
Мил-Лакс (англ. Mille Lacs Indian Reservation) — индейская резервация алгонкиноязычного народа оджибве, расположенная в центральной части штата Миннесота, США, примерно в 160 км к северу от агломерации Миннеаполис–Сент-Пол. 

## История
На территорию современного американского штата Миннесота оджибве мигрировали с северного берега Верхнего озера в XVII веке. Каждая группа народа вела свою собственную политическую, экономическую и культурную жизнь, хотя существовали тесные связи между теми, кто жил в одном и том же регионе.
В XIX веке, когда белые поселения и экономическое развитие Миннесоты угрожали их существованию, лидеры оджибве в районе озера Мил-Лакс были вынуждены уступить почти все свои земли правительству Соединённых Штатов и переселиться на земли в других частях штата. Многие общины решили переехать, в то время, как некоторые отказались покинуть места, где их предки жили в течение нескольких поколений. Индейская резервация Мил-Лакс была основана договором между правительством США и группами народа оджибве, которые отказались переезжать, в 1855 году. 

## Правительство
Правительство племени мил-лакс состоит из исполнительной, судебной и законодательной ветвей. Исполнительная власть отвечает за управление и развитие всех программ в рамках племенного правительства. Исполнительный директор избирается на четырёхлетний срок. Совет по административной политике, который состоит из комиссаров по вопросам администрации, образования, природных ресурсов, здравоохранения и социальных служб, и помощника комиссара по вопросам администрации, отвечает за разработку бюджета, надзор за персоналом и кадровую политику.
Законодательная власть состоит из ассамблеи племени. Ассамблея принимает все законы, вносит изменения или поправки в закон, принимает племенные резолюции и выделяет средства на все племенные программы.
Судебная власть состоит из судей и должностных лиц племенного суда. Суд возглавляет главный судья, а также обслуживается ассоциированными судьями. Сотрудники правоохранительных органов племени имеют параллельную юрисдикцию в округе Милл-Лакс. Жители резервации является членами объединённого племени чиппева Миннесоты (англ. Minnesota Chippewa Tribe).

## География
Резервация представляет собой три района (или три дистрикта), состоящих из нескольких отдельных общин, которые существовали в восточной части центральной Миннесоты в течение сотен лет.
- Район 1 (Мил-Лакс-Лейк) — включает в себя основную часть резервации на южной стороне озера Мил-Лакс, площадь территории составляет 246,76 км².
- Район 2 (Сэнди-Лейк) — включает в основном в себя общины в Ист-Лейк (на языке оджибве Minisinaakwaang), Сэнди-Лейк и Минневава вокруг озера Биг-Сэнди в округе Эйткин. Площадь территории составляет 81,71 км².
- Район 3 — включает в себя сообщество Аажомог (Лина-Лейк) возле реки Сент-Круа, к востоку от города Хинкли, а также большое количество участков, площадью менее 80 акров, в нескольких округах штата.

Всего резервация охватывает части семи округов: Канейбек, Кроу-Уинг, Милл-Лакс, Моррисон, Оттер-Тейл, Пайн и Эйткин. Общая площадь Мил-Лакс, включая трастовые земли (5,88 км²), составляет 418,63 км², из них 255,79 км² приходится на сушу и 162,84 км² — на воду. Административным центром резервации является город Онеймия.

## Демография
По данным федеральной переписи населения 2010 года, в резервации проживало 4 907 человек.
Согласно федеральной переписи населения 2020 года в резервации проживало 4 767 человек, насчитывалось 1 950 домашних хозяйств и 3 208 жилых домов. Средний доход на одно домашнее хозяйство в индейской резервации составлял 42 245 долларов США. Около 19,6 % всего населения находились за чертой бедности, в том числе 33,4 % тех, кому ещё не исполнилось 18 лет, и 7,8 % старше 65 лет.
Расовый состав распределился следующим образом: белые — 2 889 чел., афроамериканцы — 12 чел., коренные американцы (индейцы США) — 1 515 чел., азиаты — 15 чел., океанийцы — 0 чел., представители других рас — 41 чел., представители двух или более рас — 295 человек; испаноязычные или латиноамериканцы любой расы составили 128 человек. Плотность населения составляла 11,39 чел./км².

## Экономика
Резервация помогла укрепить и диверсифицировать экономику Восточно-Центральной Миннесоты через свои казино и другие предприятия, такие как кинотеатр, продуктовый магазин, круглосуточные магазины, туристическое агентство и поле для гольфа.
В Мил-Лакс проходит ежегодный саммит по развитию бизнеса в Восточно-Центральной Миннесоте, который предоставляет возможность бизнесменам, государственным и местным чиновникам и общественным организациям оценить региональные тенденции и генерировать идеи для укрепления местной экономики. С момента открытия Grand Casino Mille Lacs и Grand Casino Hinckley в 1991 и 1992 годах резервация стала одним из крупнейших работодателей и налогоплательщиков в регионе. До открытия казино уровень безработицы в Мил-Лакс составлял более 80 %, что делало её одной из самых бедных резерваций в Соединённых Штатах. В начале XXI века уровень безработицы снизился и составил около 14 %. Правительство Мил-Лакс, Grand Casino Mille Lacs и Grand Casino Hinckley пожертвовали миллионы долларов в качестве благотворительных пожертвований правоохранительным органам, учебным заведениям, больницам и другим организациям и проектам, которые служат местным сообществам и региону.
Доход, полученный от игорных заведений, предоставил резервации возможности для развития почти 30 новых предприятий, включая банки, клиники, отели, детские сады, курорты и кемпинги. Предприятия Мил-Лакс вносят значительный вклад в местную экономику и поддерживают и развивают туризм в регионе.